# Ян (Чернівці)
Футбольний клуб «Ян» (Чернівці) або просто «Ян» (нім. Fußballsektion Jahn Czernowitz, рум. Jahn Cernăuți) — австро-угорський та румунський футбольний клуб з міста Чернівці, заснований у 1903 року німецькою громадою міста.

## Хронологія назв
- 1903—1908: ТСВ (Чернівці) (нім. Turn- und Sportverein Czernowitz)
- 1908—1910: ДФК (Чернівці) (нім. Deutscher Fußballklub Czernowitz)
- 1910—1937: ТСВ Ян (Чернівці) (нім. Turn- und Sportverein Jahn Czernowitz)
- 1937—1940: ФС Ян (Чернівці) (нім. Fußballsektion Jahn Czernowitz)

## Історія
«Ян» (Чернівці) був заснований восени 1903 року, коли німецькі студенти з Чернівців сформували власну футбольну команду. У 1908 році назва клубу була змінена на ДФК «Чернівці» (нім. Deutscher Fußballklub (DFK), німецький футбольний клуб).
Навесні 1909 року з клубу відділилася футбольна команда, яка отримала назву ІФК «Чернівці» (нім. Internationaler Fußballklub (IFC), міжнародний футбольний клуб). 27 травня 1910 року він злився з «Данубієм» Чернівці (заснований ще навесні 1909 року) й утворив БАСК Чернівці (нім. Bukowinaer Allgemeiner Sportklub (BASK), Об'єднаний спортивний клуб Буковини). БАСК в 1910 році об'єднався з «Сарматією» (Чернівці), а в 1912 році — з «Дорост Соколи», який у 1919 році був перейменований в «Полонію» (Чернівці), розбився вільно. БАСК було розформовано в червні 1928 року.
8 вересня 1910 року ДФК Чернівці об'єднався з Німецьким гімнастичним товариством Чернівців, утворивши «Тунд- унд Спортівен Ян Чернівці» (рум. Asociația sportivă și de gimnastică Jahn din Cernăuți), назва якого українською перекладається як Спортивний клуб «Ян» (Чернівці).
Спочатку спортивний клуб мав лише туристичну, гімнастичну та футбольну секції, але після завершення Першої світової війни була створена ще й легкоатлетична секція. Будівництво приватного спортивного стадіону в 1923 році також сприяло створенню наступних секцій: фістболу (один з різновидів волейболу), тенісу та зимових видів спорту (катання на ковзанах та хокей на льоду). До 30-х років XX століття з'явилися також секції гандболу, волейболу, настільного тенісу й лижного спорту, отож офіційна кількість спортсменів у клубів збільшувалася з року в рік.
Футбольна команда клубу з 1920 року виступала в Крайовому чемпіонаті Буковини. У сезоні 1923/24 років, ставши чемпіоном краю, «Ян» (Чернівці) кваліфікувався до фінального турніру чемпіонату Румунії. Після того, як «Брашовія» (Брашів) не з'явилася на матч, команда автоматично пройшла до півфіналу, де з рахунком 0:1 поступилася ЦАО «Орадя». У наступному сезоні клуб знову став регіональним чемпіоном, де в раунді плей-оф переміг скромну команду «Шоймії» (Сібіу). У чвертьфіналі чернівчани поступилися Фульгерулу ЦФР (Кишинів), але після того, як басарабська команда була дискваліфікована й результат матчу був анульований, Ян продовжив свій шлях у поєдинку проти «Олтулом Слатина» (чемпіон Олтенії), якого переміг з рахунком 4:0. Однак у півфіналі буковинці поступилися УКАС Петрошани. Ян є одним із небагатьох клубів у місті Чернівці, який зумів виграти матч у фінальній частині чемпіонату Румунії, а земляки-суперники — «Полонія», «Маккабі» та «Хакоах» — завжди поступалися вже в першому ж раунді. Лише «Драгош Воде» (Чернівці) також зумів виграти матч у фінальній частині румунського чемпіонату.
Окрім цього «Ян» п'ять разів ставав віце-чемпіоном Буковини. Після того, як клуб став чемпіоном краю у 1934 році, у матчі плей-оф за право виступів у Дивізії А він поступився «Чінезулу» з Тімішоари й опинився у Дивізії В — другій лізі чемпіонату Румунії. Там команда демонструвала гірші результати.
Наприкінці травня 1937 року футбольна команда виокремилася зі спортивного клубу й була перейменована в ФС «Ян» (Чернівці) (нім. Fußballsektion (FS), футбольна секція). У 1939 році клуб не виступав у чемпіонаті Румунії й знову виступа у Лізі I жудеця Чернівецького, де став чемпіоном 1940 року. Влітку 1940 року команда була розформована після того, як німецьке населення емігрувало до Німеччини. Після завершення Другої світової війни найбільше поселення буковинських німців у Німеччині було створено в Штутгарті-Бюснау, де вони організували СКВ «Бюснау» (нім. Sport- und Kulturverein Büsnau), гравцями якого були колишні футболісти «Яну» (Чернівці), згодом на згадку про минулі часи команду перейменували в ТСВ «Ян» (Бюснау).

## Досягнення
- Ліга I
  - 1/2 фіналу (2): 1924, 1925

- Чемпіонат Буковини
  -  Чемпіон (4): 1923/24, 1924/25, 1933/34, 1939/40
  -  Срібний призер (7): 1921, 1922, 1926/27, 1929/30, 1930/31, 1931/32, 1932/33
  -  Брозовий призер (1): 1925/26

### Виступи в Дивізії A
У сезоні 1923/24 років «Ян» (Чернівці) дійшов до півфіналу чемпіонату Румунії. Було зіграно наступні матчі:
- 1/4 фіналу (Чернівці, 3 серпня 1924 року) «Ян» (Чернівці) — «Брашовія» (Брашов) 3:0 (неявка суперника)
- 1/2 фіналу (Орадя, 27 липня 1924 року) ЦАО «Орадя» — «Ян» (Чернівці) 1:0

У сезоні 1924/25 років «Ян» (Чернівці) знову вийшов до півфіналу, отримавши моливість вийти до наступної стадії завдяки дискваліфікації команди Фігерул ЦФР (Кишинів), а також від скасування результату програного поєдинку та перегравання зустрчі з переможцем чемпіонату Басарабії «Олтул» (Слатина). Було зіграно наступні матчі:
- матч плей-оф (Чернівці, 5 липня 1925 року) «Ян» (Чернівці) — «Шоймії» (Сібіу) 3:0 (неявка суперника)
- 1/4 фіналу (Чернівці, 12 липня 1925 року) «Ян» (Чернівці) — «Фульгерул» ФКР (Кишинів) 1:2 (0:1)
- 1/4 фіналу (Чернівці, 26 липня 1925 року) «Ян» (Чернівці) — «Олтул» (Слатина) 4:0 (1:0)
- 1/2 фіналу (Петрошані, 2 серпня 1925 року) УКАС Петрошані — «Ян» (Чернівці) 3:1 (2:0)

## Стадіон
На початку серпня 1922 року «Ян» (Чернівці) ще не мав власного стадіону. З 1903 по 1914 роки команда проводила домашні матчі на полях у районах Горичя та Роша, а з весни 1919 року на стадіоні «Боїско Польскє» клубу «Полонія» (Чернівці).
На початку серпня 1922 року було збудовано стадіон «Янпляц», який було урочисто відкрито 20 травня 1923 року. Місткість стадіону — 1 000 місць (400 — сидячих та 600 — стоячих). Під час відкриття стадіону футбольне поле було оточене з трьох боків дерев'яним парканом. Протягом наступних років стадіон поступово розбудовувався. Рекорд відвідуваності стадіону було зафіксовано 31 серпня 1924 року в поєдинку між збірними міст Чернівці та Бухарест, який завершився з рахунком 2:1 (0:0). На цей матч прийшло подивитися 6 000 глядачів.
Стадіон зберігся і до сьогодення, ясна правда що він осучаснився та змінив назву, проте історична складова його залишилась (нині це стадіон «Мальва»).

## Статистика виступів
Команда грала в крайовому чемпіонаті Буковини, 1 місце в цьому конкурсі надавало їм право брати участь у фінальному турніру чемпіонату Румунії.
| Сезон   | Результат |
| ------- | --- |
|         | |
| 1920    | Участь у першому розіграші чемпіонату Буковини з футболу |
| 1921    | 2-е місце в чемпіонаті Буковини |
| 1922    | 2-е місце в чемпіонаті Буковини і кваліфікація до новоствореної Ліги I чемпіонату Буковини                                                                    |
| 1922/23 | 4-е місце в Лізі I чемпіонату Буковини |
| 1923/24 | 1-е місце в Лізі I чемпіонату Буковини та участь у фінальній частині чемпіонату Румунії (сезону 1923/24 років)                                                |
| 1924/25 | 1-е місце в Лізі I чемпіонату Буковини та участь у фінальній частині чемпіонату Румунії (сезону 1924/25 років)                                                |
| 1925/26 | 3-є місце в Лізі I чемпіонату Буковини |
| 1926/27 | 2-е місце в Лізі I чемпіонату Буковини |
| 1927/28 | 6-е місце в Лізі I чемпіонату Буковини |
| 1928/29 | 5-е місце в Лізі I чемпіонату Буковини |
| 1929/30 | 2-е місце в Лізі I чемпіонату Буковини |
| 1930/31 | 2-е місце в Лізі I чемпіонату Буковини |
| 1931/32 | 2-е місце в Лізі I чемпіонату Буковини |
| 1932/33 | 2-е місце в Лізі I чемпіонату жудеця Чернівці |
| 1933/34 | 1-е місце в Лізі I чемпіонату жудеця Чернівці, чемпіон Східної Ліги і поразка в кваліфікаційних матчах від «Чинезула» (Тімішоара) за право виходу до Дивізі A |
| 1934/35 | 3-е місце в Дивізії B |
| 1935/36 | 3-е місце в Дивізії B |
| 1936/37 | 13-е місце в Дивізії B |
| 1937/38 | 12-е місце в Дивізії B |
| 1938/39 | 10-е місце в Дивізії B 1 припинення виступів у чемпіонаті |
| 1939/40 | 1-е місце в Лізі I чемпіонату жудеця Чернівці |

## Відомі гравці
- Альфред Айзенбайссер — румунський футболіст, перший представник з території сучасної України на чемпіонаті світу з футболу.